# Ludwigshafen am Rhein
Ludwigshafen am Rhein (letteralmente: “Porto di Ludovico sul Reno”, in tedesco palatino Ludwichshafe) è una città extracircondariale di 172 145 abitanti della Renania-Palatinato, in Germania.

## Geografia fisica
Posta di fronte a Mannheim, costituisce con la stessa e con Heidelberg la grande area metropolitana del Reno-Neckar.

## Storia
Ludwigshafen ha una storia relativamente recente, fu infatti sede per alcuni secoli di una fortezza, detta Rheinschanze, a guardia del ponte sul Reno di fronte a Mannheim.
Nel 1843 un uomo d'affari che da tempo cercava di vendere il terreno attorno alla Rheinschanze, cedette il terreno a Ludovico di Baviera che pianificò la costruzione di un insediamento abitato, che potesse competere commercialmente con la vicina Mannheim. Questo prese il nome di Ludwigshafen ("Porto di Ludovico").
Durante la rivoluzione del 1848, la città venne presa da un gruppo di ribelli che vennero prontamente allontanati dai prussiani e dalle cannonate degli abitanti di Mannheim, i quali ne approfittarono per danneggiare le infrastrutture della giovane città. Fino al 1865 Ludwigshafen rimase un piccolo villaggio sulla riva sinistra del Reno, ma in quell'anno, dopo lunghi dibattiti, si stabilì nella città la BASF, un'importante azienda chimica, che portò la creazione di migliaia di posti di lavoro. Con l'arrivo della BASF, anche altre industrie chimiche si stanziarono nella città, dotata di un ottimo porto naturale sul Reno e ben collegata alla rete ferroviaria nazionale, e così la popolazione crebbe a dismisura, passando dai 1 500 abitanti del 1852 ai 62 000 del 1900. Vennero costruite nuove case, spesso su altre demolite in precedenza, e diversi villaggi vicini vennero inglobati. Durante la prima guerra mondiale, Ludwigshafen divenne, con le sue fabbriche chimiche, un polo fondamentale dell'industria bellica tedesca e fu la prima località in Germania a subire un bombardamento aereo.
Dopo la caduta del II Reich, la città subì l'occupazione militare francese, durata fino al 1930, e nel 1921, la città fu colpita da un'esplosione presso la BASF, che uccise 900 persone. Con la crisi del 1929 il nazismo prese ancora più piede nella città renana che durante il secondo conflitto mondiale venne praticamente rasa al suolo, in 121 raid. La ricostruzione di Ludwigshafen fu particolare, se molte città tedesche vollero ricostruire gli edifici distrutti, nella città renana si preferì riedificare secondo i criteri architettonici degli anni cinquanta e sessanta. Col passare degli anni la città è cresciuta sempre più, aumentando la qualità della vita, anche se l'inquinamento è opprimente. Tuttora Ludswighafen riveste un ruolo fondamentale nel quadro industriale tedesco.

## Infrastrutture e trasporti
Ludswighafen è dotata di un'efficiente rete stradale urbana e interurbana ed è collegata alle principali autostrade della regione. È il più importante porto sulla riva sinistra del Reno. La città ha un'imponente stazione ferroviaria, ma anche alcuni quartieri cittadini sono dotati di una propria stazione. La compagnia cittadina di trasporti, la Verkehrsbetriebe Ludwigshafen, detta VBL, gestisce una decina di linee tramviarie, che arrivano anche a Mannheim, una decina di linee su gomma e alcune linee extraurbane.

## Economia
Ludwigshafen è famosa soprattutto per essere la sede della grande industria chimica BASF. Al 1921 risale l'esplosione di un impianto della BASF a Oppau, un sobborgo di Ludwigshafen am Rhein, che portò alla morte di 800 persone.

### Turismo
Il centro storico della città è relativamente piccolo e caratterizzato da edifici in stile anni '50 e '60. Le principali attrazioni turistiche sono quello che resta della Lutherkirche e il museo Wilhelm Hack.

## Cultura
Ludwigshafen è dotata di un teatro-auditorium detto Pfalzbau e di alcuni musei, il Wilhelm Hack, dove è esposta un'opera di Joan Miró e lo Stadtmuseum, posto nel municipio, riguardante la breve storia cittadina.

## Geografia antropica

### Suddivisioni amministrative
Ludwighafen è divisa in 14 distretti:
|  |  |  |  | Friesenheim  |
|  |  |  |  | Gartenstadt  |
|  |  |  |  | Maudach      |
|  |  |  |  | Mundenheim   |
|  |  |  |  | Nord         |
|  |  |  |  | Oppau        |
|  |  |  |  | Oggersheim   |
|  |  |  |  | Rheingönheim |
|  |  |  |  | Ruchheim     |
|  |  |  |  | Sud          |

## Amministrazione

### Gemellaggi
- Pasadena, dal 1948
- Lorient, dal 1963
- Havering, dal 1971
- Sumqayıt, dal 1987
- Dessau-Roßlau, dal 1988
- Anversa, dal 1999
- San Gimignano, dal 2011